# St. Laurentius (Holzkirchen)

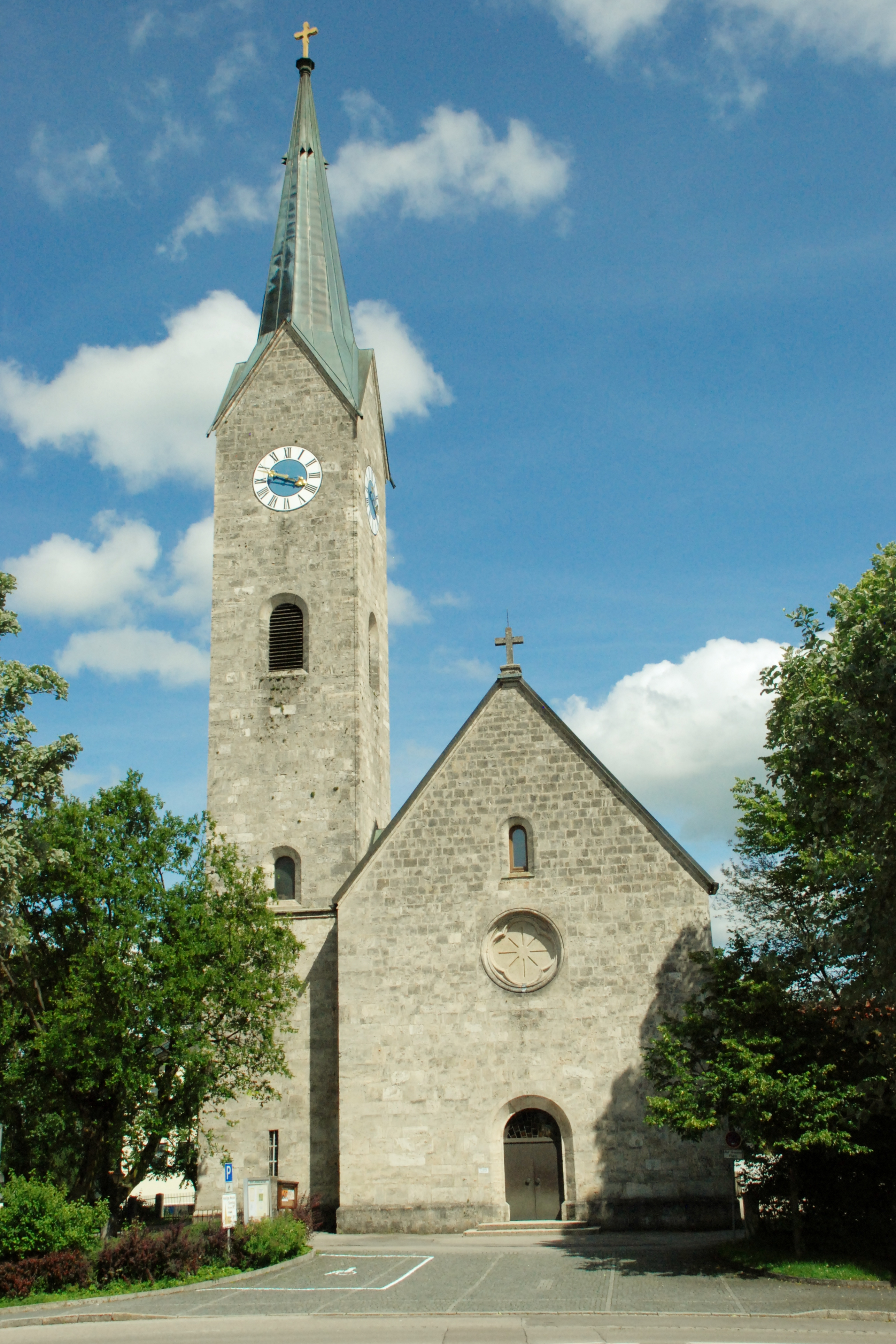
St. Laurentius in Holzkirchen

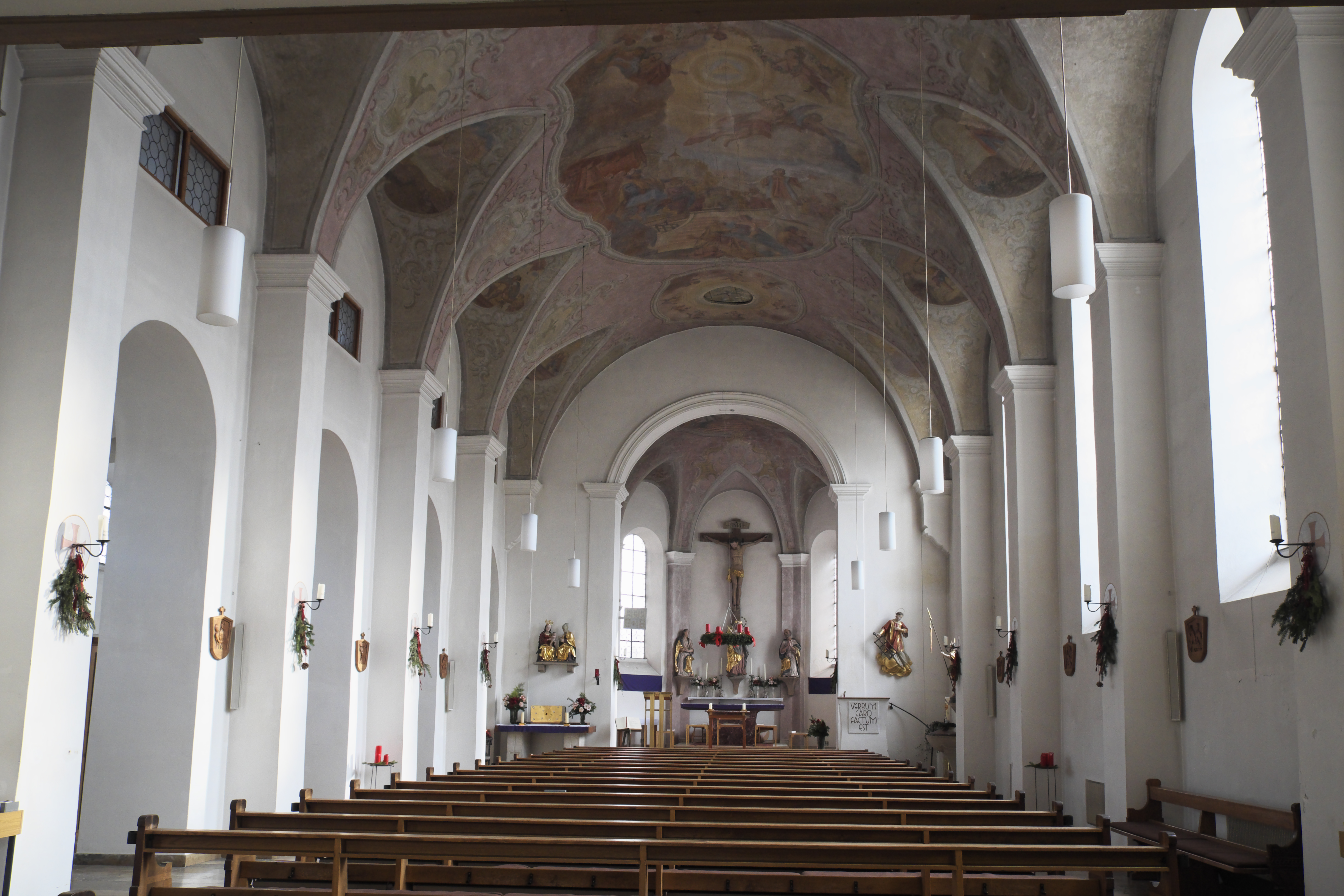
Innenraum

Die römisch-katholische Pfarrkirche St. Laurentius in Holzkirchen, einem Markt im oberbayerischen Landkreis Miesbach, entstand in der Zeit um 1700. Sie ist in der Liste der Baudenkmäler in Holzkirchen (Oberbayern) als Baudenkmal unter der Nr. D-1-82-120-8 eingetragen. Die Kirche gehört zum Dekanat Miesbach im Erzbistum München und Freising. Schutzheiliger der Kirche ist Laurentius von Rom.

## Beschreibung
An der Stelle eines spätgotischen Vorgängerbaus von 1493 wurde in den Jahren 1704 bis 1711 eine barocke Saalkirche gebaut und von 1838 bis 1840 nach Westen erweitert. Sie besteht aus dem Langhaus mit sechs Jochen, dem eingezogenen, dreiseitig geschlossenen Chor im Osten und dem im Zuge der Erweiterung errichteten Kirchturm an der Nordwand des Langhauses. Im obersten Geschoss des Turms ist die Turmuhr eingebaut, im Geschoss darunter der Glockenstuhl. 1857 erhielt der Turm einen achtseitigen spitzen Helm. Ein Vorbau (auch Vorzeichen genannt) an der Nordwand des Chors enthält die Sakristei und ein Oratorium. 
Der Innenraum ist mit einem Stichkappengewölbe überspannt. Statt eines Hochaltars wurde ein lebensgroßes Kruzifix mit einer Mater Dolorosa angebracht. Ein Gemälde mit dem Martyrium des Laurentius von Rom von 1724 wird Johann Sebastian Degler zugeschrieben. 
Die Orgel wurde um 1950 von Rieger Orgelbau errichtet.